# Mathias Berntsen
Mathias Berntsen (Aust-Agder, 5 de fevereiro de 1996) é um jogador de vôlei de praia norueguês.

## Carreira
Ele vem de uma família de desportistas, filho do treinador de voleibol Jetmund Berntsen,  sobrinho da ex-voleibolista indoor e de praia Merita Berntsen e primo do jogadores de vôlei de praia Anders Mol, Hendrik Mol, Markus Mol e Adrian Mol.
Em 2012, vinculado ao Dristug IL, já competia com Anders Mol no Campeonato Norueguês de Vôlei de Praia Sub-18 , conquistaram na ocasião o título. Em, 2013, competiu ao lado de Håvard Aarrestad e terminaram na terceira posição na etapa de UiS e também em Jernbanetorget, sendo vice-campeões do grupo A na Continental Cup da Juventude, realizado na Alemanha, e terminaram em nono lugar no Campeonato Europeu Sub-18 em Molodechno, no circuito norueguês terminou em quinto lugar na etapa de Amli com Lars Tveit Retterholt.
Inicia a temporada de 2014 com seu primo Anders Mol e juntos competiram na Continental Cup da Juventude de 2014 em Antália, ocasião que finalizaram na décima primeira posição, e no circuito nacional de 2014 foram vice-campeões na etapa de Oslo, obtendo os títulos das etapas de Hit e Oddanesand, ainda conquistaram o bronze em Asker; ainda estrearam no Circuito Mundial e finalizaram no vigésimo quinto lugar no Grand Slam de Stavanger.
Em 2014, ainda competiu com Håvard Aarrestad e alcançaram o quinto lugar no segundo evento nacional em Oslo, também estiveram na edição do Campeonato Mundial Sub-19 em Porto, quando finalizaram na vigésima quinta posição e ao lado de Runar Torsvik Sannarnes conquistou a quinta posição no Campeonato Mundial Sub-21 em Lárnaca. Em 2015, iniciou ao lado de Lars Fredrik Tvinde e foram vice-campeões na etapa nacional em Stavanger, depois, com Bjarne Huus terminou em nono na etapa de Oddanesand; na sequência volta a formar dupla com Anders Mol, sendo terceiros colocados no mesmo circuito nas etapas de Amli e Kristiansand; neste mesmo ano disputaram a edição do Campeonato Europeu Sub-22, realizado em Macedo de Cavaleiros, ocasião que finalizaram na nona colocação e  conquistaram a medalha de ouro na edição do Campeonato Europeu Sub-20 sediado em Lárnaca.
No Circuito Mundial de 2016 competiu com Anders Mol no Aberto de Kish, quando finalizaram na trigésima terceira posição, mesmo posto obtido no Major Series de Poreč, além do décimo terceiro lugar no Satélite de Vaduz, mais adiante, disputaram o Campeonato Mundial Sub-21 em Lucerna e ao final encerram na quarta colocação, também obtiveram o quarto lugar no Circuito Europeu NEVZA de 2016 em Odense e o vice-campeonato em Kuopio.
Ainda em 2016, disputou e alcançou a nona posição na etapa de Munster pelo circuito alemão com seu tio Martin Berntsen, esteve novamente com Bjarne Huus nas etapas nacionais de Oslo e na conquista do terceiro lugar em Asker, e com Jarle Fornes conquistou o segundo lugar em Oddanesand, já com Anders Mol terminou com o título em Oslo e Kristiansand, além do vice-campeonato em Fredrikstad, e em outra etapa em Oslo foi campeão jogando com Øivind Hordvik, finalizou a temporada ao lado de Christian Sørum e sagraram-se vice-campeões na etapa de Oslo pelo Circuito Europeu NEVZA, além do título conquistado neste mesmo circuito em Bournemouth, e pelo Circuito Mundial conquistaram a medalha de bronze no Satélite em Pelhřimov.E com este mesmo jogador disputou Circuito Mundial de 2017, terminando na trigésima terceira posição no torneio categoria cinco estrelas de Fort Lauderdale, nono posto no torneio categoria três estrelas de Xiamen e o décimo sétimo lugar no torneio categoria quatro estrelas no Rio de Janeiro, e terminaram em quinto na etapa de Zurique pelo circuito suíço.
Em 2017, no torneio três estrelas de Moscou, esteve com Daniel Bergerud, depois, retorna a competir com Anders Mol  na conquista da medalha de bronze no torneio duas estrelas em Espinho, e ainda com ele obteve o vice-campeonato no Circuito Europeu NEVZA de 2017 realizado em Oslo, além da medalha de prata na edição do Campeonato Europeu Sub-22 sediado em Baden, e com este atleta disputou pelo Circuito Mundial de 2017 o torneio categoria cinco estrelas de Poreč, quando finalizaram em nono lugar.
Com Svein Solhaug terminou na vigésima quinta posição na edição do Campeoanto Europeu de 2017 em Jūrmala, após recuperação de lesão do seu primo Hendrik Mol, a dupla retornou 2018 a competir no circuito mundial, e com melhor resultado da dupla, o quinto lugar no torneio três estrelas em Mersin e obtiveram o décimo sétimo lugar no Campeonato Europeu de Voleibol de Praia de 2018 em Haia.
Na temporada de 2019, com Hendrik Mol, terminaram em quarto na etapa nacional em Ebensee, e tiveram como melhores resultados os quintos lugares no torneio duas estrelas de Aydın e no três estrelas de Edmonton, a primeira medalha da dupla ocorreu no uma estrela de Oslo, ainda terminaram em sétimo no Classificatório Olímpico em Haiyang, disputaram o FIVB World Tour Finals de 2019 em Roma e terminaram na vigésima quinta posição.
Em 2020, esteve com Hendrik Mol na disputa do Campeonato Europeu em Jūrmala e terminaram em quinto lugar e terminaram em trigésimo terceiro lugar no torneio quatro estrelas de Doha. No ano seguinte, continuaram na parceria, exceto no segundo evento quatro estrelas em Cancún, quando competiu com Nils Ringøen; e com Hendrik Mol teve como melhor resultado, o nono lugar no quatro estrelas de Gstaad. Na temporada de 2022, competiram no Elite 16 de Rosarito, Jūrmala, Gstadd (nono lugar), Paris (nono lugar), Cidade do Cabo (nono lugar), Torquay (quinto) e Uberlândia (quinto), depois, conquistaram o quinto lugar no Challenge de Kuşadası, alcançaram pódio no Challenge de Agadir, ou seja, a medalha de prata, terminaram em décimo sétimo lugar no Campeonato Mundial de 2022 em Roma e também no Campeonato Europeu de Voleibol de Praia de 2022 em Munique.
Na jornada de 2023, permaneceu com Hendrik Mol, conquistando o bronze no Challenge de Itapema, conquistaram o primeiro lugar na Continental Cup em Lillesand (grupo A), terminaram em nono lugar nos Challenges de Jūrmala e Espinho, décima sétima posição no Elite 16 de Gstaad, mesmo posto obtido no Campeonato Europeu de Viena e conquistaram a prata no Challenge de Edmonton.Disputaram a edição do Campeonato Mundial de Vôlei de Praia de 2023 nas cidades mexicanas de Tlaxcala de Xicohténcatl,  Apizaco e Huamantla terminaram em décimo sétimo lugar.

## Títulos e resultados
- Challenge de Edmonton do Circuito Mundial de Vôlei de Praia de 2023
- Challenge de Agadir do Circuito Mundial de Vôlei de Praia de 2022
- Challenge de Itapema do Circuito Mundial de Vôlei de Praia de 2023
- 1* de Oslo do Circuito Mundial de 2019
- 2* de Espinho do Circuito Mundial de 2017
- Campeonato Mundial Sub-21 de 2016